# エスタディオ・ヌエボ・ミランディージャ
エスタディオ・ヌエボ・ミランディージャ（Estadio Nuevo Mirandilla）は、スペイン・カディスにあるサッカー専用スタジアム。カディスCFのホームスタジアムでもある。このスタジアムは1955年9月3日に開場し、これまで2回の大規模な改修が行われた。収容人数は25,003人であり、これは国内で24番目、アンダルシア州では5番目の規模を誇る。開場から2021年6月24日までの名称はエスタディオ・ラモン・デ・カランサ（Estadio Ramón de Carranza）。

## 歴史
1955年9月3日開場。開場前の8月6日、当時のカディス市長"ホセ・レオン・デ・カランサ"と建設責任者"カサラ・モラーレス"、そして設計を担当した"モナステリオ"、"プジョル"の二人にカディスCFオーナーの"フアン・ラモン・ギジェルエロ・モンテーロ"らによってお披露目会が開催され、同時に国旗掲揚も行われた。建設当時の収容人数は15,000人で、スタンドとピッチの間には陸上トラックが併設されていた。こけら落としはFCバルセロナとの試合で、ルイス・スアレスらの得点もあり、0-4で大敗した。
スタジアム最初の改修は1984年に執り行われた。スタンド全ての改築と陸上トラックを取り払い、スタンドとピッチの距離を近づける工事が主な内容だった。また、左右のメインスタンドに屋根を設置することも計画された。この改修完了後、スタジアムの収容人数は23,000人にまで拡大し、アンダルシア州でも最大級のスタジアムに成長した。2002年2月8日、当時のカディス市長テオフィラ・マルティネスによって小規模な改修が行われ、スタジアム内の商業エリア拡大などが施された。
2回目の大改修は2003年から2012年の約9年に及んだ。この改修ではピッチを取り囲む4つのスタンド全てをいったん排除し、2003年から2005年には南と東スタンドを新たに設置。北スタンドは2006年から2008年に、4つのスタンドにおいて最も大規模な西スタンドは2009年から2012年にかけて建設された。
新スタジアムの収容人数は20,724人となり、スタジアム総面積は94,938平方メートルになった。また、スタジアムの地下には乗用車900台を収納できる地下駐車場、メインスタンドには宿泊施設が併設された。この改築にかかった費用は約6800万ユーロにも上った。
2021年6月25日、エスタディオ・ヌエボ・ミランディージャと改称された。